# تاتیانا تالیشوا
تاتیانا تالیشوا (روسی: Татьяна Талышева؛ زادهٔ ۱۵ اکتبر ۱۹۳۷) ورزشکار دو و میدانی اهل اتحاد جماهیر شوروی سوسیالیستی است.